# Maitengwe
Maitengwe è un villaggio del Botswana situato nel distretto Centrale, sottodistretto di Tutume. Il villaggio, secondo il censimento del 2011, conta 5.890 abitanti.

## Località
Nel territorio del villaggio sono presenti le seguenti 16 località:
- Chachamochira di 7 abitanti,
- Chakale di 17 abitanti,
- Maitengwe Border Post di 23 abitanti,
- Maitengwe Gate Camp di 7 abitanti,
- Maitengwe Veterinary Camp di 2 abitanti,
- Matulungundu di 71 abitanti,
- Mboyo di 15 abitanti,
- Mphapho,
- Nkaitsha di 2 abitanti,
- Nkutche di 10 abitanti,
- Nsekesa di 12 abitanti,
- Nthulawebundu di 26 abitanti,
- Ntshwailo di 7 abitanti,
- Sabase di 98 abitanti,
- Shuzhwa di 14 abitanti,
- Thamanakajwaa di 15 abitanti